# Ishmael Reed
Pour les articles homonymes, voir Reed.
Œuvres principales
- Mumbo Jumbo

Ishmael Scott Reed, né le 22 février 1938 à Chattanooga, dans le Tennessee, est un essayiste, poète et auteur de romans satiriques afro-américain.

## Biographie
Ishmael Reed est le fils de  Henry Lenoir et de Thelma Coleman Reed. Après ses études secondaires, il entre à l'université de Buffalo, dans la région du Niagara.
Il se marie avec l'auteure, journaliste, historienne, éditrice, metteuse en scène et enseignante Carla Blank en 1970.

## Œuvres

### Romans
- (en) The Freelance Pallbearers, 1967
- (en) Yellow Back Radio Broke-Down, 1969
- Mumbo Jumbo, L'Olivier, 1998 ((en) Mumbo Jumbo, Doubleday, 1972), trad. Gerard H. Durand, 292 p.  (ISBN 978-2-879-29148-2)
- (en) The Last Days of Louisiana Red, 1974
- (en) Flight to Canada, 1976
- (en) The Terrible Twos, 1982
- (en) Reckless Eyeballing, 1986
- (en) The Terrible Threes, 1989
- (en) Japanese by Spring, 1993
- (en) Juice!, 2011